# Хайме Кастильский (сеньор де лос Камерос)
Хайме Кастильский (исп. Jaime de Castilla; август 1266 — 9 августа 1284, Оргас) — кастильский инфант, сеньор де лос Камерос (1277—1284).

## Биография
Родился в августе 1266 года . Шестой и младший сын Альфонсо X Мудрого (1221—1284), короля Кастилии и Леона (1252—1284), и Виоланты Арагонской (1236—1301). Его дедом и бабкой по отцовской линии были король Кастилии Фердинанд III и его первая жена, королева Беатриса Швабская, а по материнской линии — король Арагона Хайме I и его жена, королева Иоланда Венгерская. У него было несколько братьев, в том числе инфант Фернандо де ла Серда, наследник престола до его смерти в 1275 году, инфант, будущий король Кастилии Санчо IV и инфант Хуан Кастильский эль-Тарифа.
17 февраля 1281 года он был посвящен в рыцари своим отцом в городе Бургос, в то время как его братья, инфанты Хуан и Педро праздновали свои помолвки . Хайме получил во владение сеньорию де лос Камерос в 1277 году, после того, как Симон Руис де лос Камерос был казнен вместе с инфантом Фадрике Кастильским, братом Альфонсо X Мудрого, по приказу последнего. Когда началась гражданская война в королевстве Кастилии и Леона между Альфонсо X Мудрым и его старшим сыном, инфант Санчо, инфант Хайме сначала позиционировал себя на стороне своего брата. Однако в марте 1283 года он оставил инфанта Санчо и вернулся на службу к своему отцу королю.
В 1283 году, в сотрудничестве с Хуаном Альфонсо де Аро, инфант Хайме организовал восстание в городах Сория и Агреда против своего брата инфанта Санчо. Король Кастилии и Леона Альфонсо X Мудрый, в качестве награды за возвращение к своей службе, предоставил ему в своем завещании королевство Мурсия с условием, что он будет вассалом королевства Кастилии и Леона, которое король завещал своему внуку Альфонсо де ла Серда, сыну покойного инфанта Фернандо де ла Серда.
Хайме Кастильский скончался в городе Оргас, расположенном в провинции Толедо, 9 августа 1284 года. Нет никаких сведений о том, где был похоронен его тело.